# Всеукраїнський турнір юних фізиків

Всеукраїнський турнір юних фізиків (ВТЮФ) — командне творче змагання школярів, яке полягає у розв'язанні дослідницьких задач та захисті своїх розв'язків у науковій полеміці. Національний етап Міжнародного турніру юних фізиків.
Кожного навчального року оргкомітет публікує список з 17 дослідницьких фізичних задач. Команди школярів мають кілька місяців на розв'язок цих задач, після чого приїжджають на турнір і представляють свої розв'язки у форматі фізбоїв.
Перший Всеукраїнський турнір було проведено 1993 року.
Окрім Всеукраїнського турніру, в різних регіонах України проводяться міські, районні і шкільні етапи турніру.

## Переможці
| №      | Дата          | Місто       | Диплом I ступеня           | Диплом II ступеня                                    | Диплом III ступеня |
| ------ | ------------- | ----------- | -------------------------- | ---------------------------------------------------- | --- |
| I      | лютий 1993    | Одеса       | СШ-117 (Одеса)             | СШ-1 (Луганськ) РЛ (Одеса)                           | ФМЛ-27 (Харків) |
| II     | квітень 1994  | Одеса       | ФМЛ-27 (Харків) РЛ (Одеса) | УФМЛ (Київ)                                          | Саксаганський ліцей (Кривий Ріг), СШ-1 (Луганськ), ОблСЮТ (Одеса), ЛФМЛ (Львів), МАН (Луцьк), Ліцей ДонГУ (Донецьк)      |
| III    | квітень 1995  | Одеса       | РЛ (Одеса) УФМЛ (Київ)     | Гімназія-47 (Харків) Ліцей ДонГУ (Донецьк)           | ФМЛ-27 (Харків) Луганськ                                                                                                 |
| IV     | квітень 1996  | Київ        | УФМЛ (Київ)                | РЛ (Одеса) РЛ (Одеса)                                | УФМЛ (Київ), ФМЛ-27 (Харків), Луганськ, ЛФМЛ (Львів), Борислав, МАН (Луцьк)                                              |
| V      | лютий 1997    | Одеса       | РЛ (Одеса)                 | ЛФМЛ (Львів) УФМЛ (Київ)                             | ФМЛ-27 (Харків), РЛ (Одеса), ФМЛ-27 (Харків), Приморський ліцей (Одеса), Борислав, Луганськ                              |
| VI     | лютий 1998    | Одеса       | РЛ (Одеса)                 | ФМЛ-27 (Харків) Багатопрофільний ліцей (Рубіжне)     | ЛФМЛ (Львів), СШ-27 (Борислав), Приморський ліцей (Одеса)                                                                |
| VII    | лютий 1999    | Харків      | РЛ (Одеса) ФМЛ-27 (Харків) | УФМЛ (Київ)                                          | АГ-45 (Харків), Ліцей-89 (Харків), Університетський ліцей (Ніжин)                                                        |
| VIII   | лютий 2000    | Одеса       | Луганськ РЛ (Одеса)        | ГЦВР (Одеса)                                         | УФМЛ (Київ), ФМЛ-27 (Харків), Політехнічний ліцей (Севастополь), Університетський ліцей (Ніжин)                          |
| IX     | лютий 2001    | Київ        | ФМЛ-27 (Харків) РЛ (Одеса) | УФМЛ (Київ)                                          | УФМЛ (Київ), УФМЛ (Київ), ЛФМЛ (Львів), Політехнічний ліцей (Севастополь), Одеська область, ФТЛ (Херсон), АГ-45 (Харків) |
| X      | лютий 2002    | Херсон      | ФМЛ-27 (Харків) РЛ (Одеса) | Гімназія-9 (Алчевськ)                                | ЛФМЛ (Львів), УФМЛ (Київ), УФМЛ (Київ), ФТЛ (Херсон)                                                                     |
| XI     | лютий 2003    | Севастополь | ФМЛ-27 (Харків)            | РЛ (Одеса) Гімназія-9 (Алчевськ)                     | ЛФМЛ (Львів), УФМЛ (Київ), Луганська область, Гімназія-1 (Севастополь)                                                   |
| XII    | лютий 2004    | Одеса       | МАН (Севастополь)          | РЛ (Одеса) ФМЛ-27 (Харків)                           | УФМЛ (Київ), МАН (Луганськ), АГ-45 (Харків)                                                                              |
| XIII   | лютий 2005    | Луцьк       | РЛ (Одеса) ФМЛ-27 (Харків) | МАН (Луцьк)                                          | УФМЛ (Київ), Луцьк, МАН (Луганськ)                                                                                       |
| XIV    | лютий 2006    | Херсон      | УФМЛ (Київ)                | РЛ (Одеса) МАН (Луганськ)                            | ФМЛ-27 (Харків), ФТЛ (Херсон), УФМЛ (Київ), РЛ (Одеса), ЛФМЛ (Львів)                                                     |
| XV     |               |             |                            |                                                      | |
| XVI    |               |             |                            |                                                      | |
| XVII   |               |             |                            |                                                      | |
| XVIII  |               |             |                            |                                                      | |
| XIX    |               |             |                            |                                                      | |
| XX     |               |             |                            |                                                      | |
| XXI    |               |             |                            |                                                      | |
| XXII   |               |             |                            |                                                      | |
| XXIII  |               |             |                            |                                                      | |
| XXIV   |               |             | Ліцей-161 (Харків)         |                                                      | |
| XXV    | листопад 2016 | Одеса       | РЛ (Одеса)                 | ФМЛ-27 (Харків) Ліцей-161 (Харків) Волинська область | Ліцей-1 (Чернівці), УФМЛ (Київ), Київ, Ліцей-89 (Харків), АГ-45 (Харків), «Обдарованість» (Харків)                       |
| XXVI   |               |             |                            |                                                      | |
| XXVII  |               |             |                            |                                                      | |
| XXVIII |               |             |                            |                                                      | |
| XXIX   |               |             |                            |                                                      | |
| XXX    | січень 2024   | онлайн      | Ліцей-161 (Харків)         |                                                      | |